# Trace Cyrus
Pour les articles homonymes, voir Cyrus.
Trace Dempsey Cyrus, né Neil Timothy Helson le 24 février 1989 dans le Kentucky, est un auteur-compositeur-interprète et guitariste américain. Il est surtout connu pour avoir fait partie du groupe Metro Station (2006-2010) et depuis 2010, il fait partie d'un autre groupe appelé Ashland HIGH. Il tient aussi sa propre ligne de vêtements appelée From Backseats to Bedrooms.

## Biographie
Né à Ashland dans le Kentucky en 1989, Neil Timothy Helson est le fils de Leticia Jean Finley (née le 13 mai 1967) et du musicien Baxter Neal Helson (né le 21 décembre 1966). Il a une sœur aînée, Brandi Glenn Helson (née le 26 mai 1987). Ses parents divorcent quelques mois après sa naissance. Leticia Finley élève ses deux enfants seule jusqu'à sa rencontre avec le chanteur de country Billy Ray Cyrus en 1991. Le couple se marie en 1993 et a trois enfants : Destiny Hope Cyrus (née le 23 novembre 1992), Braison Chance Cyrus (né le 9 mai 1994) et Noah Lindsey Cyrus (née le 8 janvier 2000). Neil Timothy Helson et sa sœur Brandi se font adopter par Billy Ray Cyrus lorsqu'ils ont quatre et six ans respectivement ; il change donc légalement de nom et se fait appeler Trace Dempsey Cyrus. 
La famille vit dans un ranch de 2 km² à Franklin dans le Tennessee avant de s'installer à Los Angeles en 2005. En 2006, Trace Cyrus travaille dans une boutique de vêtements à Burbank, en Californie, puis il quitte le lycée La Cañada High School pour se lancer dans la musique.
En février 2020, ses parents se séparent puis ils demandent officiellement le divorce en avril 2022 après vingt-huit ans de mariage. 

## Carrière

### Metro Station
Trace a été le chanteur et guitariste du groupe pop rock, Metro Station. Il a monté le groupe en début d'année 2006 avec Mason Musso, le frère aîné de l'acteur et chanteur Mitchel Musso, dont l'idée venait de leur mère. Le groupe signe ensuite un contrat avec le label Columbia Records et sort son premier album le 18 septembre 2007. Le groupe se sépare en 2010. Depuis 2014, le groupe s'est reformé.

## Vie privée
Dans l'été 2009, il a brièvement fréquenté l'actrice et chanteuse Demi Lovato.
Par la suite, il a partagé la vie de l'actrice, Brenda Song, de 2010 à 2017 - connaissant un bon nombre d'intermittances. Ils ont même été fiancés entre octobre 2011 et juin 2012.
En décembre 2018, il annonce ses fiançailles avec le mannequin, Taylor Lauren Sanders - au bout de dix mois de relation. Cependant, le couple se sépare en décembre 2019.

### Ashland HIGH
Depuis 2010, Trace fait partie du groupe Ashland HIGH. Ils ont sorti un premier single intitulé French Kiss puis ils ont sorti deux démos de deux nouvelles chansons : Break It Down et Pretty Girls.